# ジョン・バークリー・ロッサー
ジョン・バークリー・ロッサー（John Barkley Rosser, 1907年12月6日 - 1989年9月5日）は、アメリカの数学者、論理学者。
フロリダ州・ジャクソンビル生まれ。アロンゾ・チャーチから教わる。ラムダ計算において、チャーチ・ロッサーの定理を二人で証明した。数論で、篩法を発展させた。ウィスコンシン大学マディソン校附置の軍事数学研究所の所長も務めた。教科書を多く執筆した。
1936年には、ロッサーのからくりによりゲーデルの不完全性定理を拡張させた。解析的整数論で、ロッサーの定理を証明した。